# Nicolas Djebaïli
Pour les articles homonymes, voir Djebaïli.
Pas d'image ? Cliquez ici

a Compétitions nationales et continentales officielles uniquement.

Dernière mise à jour le 22 juillet 2015.
Nicolas Djebaïli, né le 29 janvier 1980, est un joueur professionnel franco-algérien de rugby à XV. Il évoluera au Stade rochelais depuis 2001 au poste de troisième ligne (1,96 m pour 112 kg) et terminera sa carrière en 2015, sous les ovations de son public et avec son ami Cobus Grobler après une saison riche en émotion (montée du Stade rochelais en Top 14 en 2014).

## Biographie
Formé au Caen District Sud Rugby puis au centre de formation du Stade rochelais, Nicolas Djebaïli intègre l'effectif professionnel en 2001. Le samedi 24 janvier 2015, il joue son 300e match professionnel avec le maillot du Stade rochelais. Il met un terme à sa carrière professionnelle à l'issue de la saison 2014-2015.
Il devient l'entraîneur de l'équipe féminine du Stade rochelais lors de la saison 2017-2018.